# Ordre des géomètres-experts
Pour les articles homonymes, voir OGE.
 (avril 2010).
Si vous disposez d'ouvrages ou d'articles de référence ou si vous connaissez des sites web de qualité traitant du thème abordé ici, merci de compléter l'article en donnant les références utiles à sa vérifiabilité et en les liant à la section « Notes et références ».
L'Ordre des géomètres-experts (OGE), est l'ordre professionnel des géomètres-experts en France. Il a été créé par une loi du 7 mai 1946 et a son siège au 8 rue Auber dans le 9e arrondissement de Paris.

## Organisation
L'Ordre des géomètres-experts est placé sous la tutelle du Ministère de la Transition écologique et de la Cohésion des territoires. Il est administré par un Conseil Supérieur et 18 conseils régionaux.

## Missions
Le Conseil supérieur est chargé, à titre principal :
- de représenter l'Ordre auprès des pouvoirs publics ;
- d'établir le règlement intérieur et le code des devoirs professionnels des géomètres-experts ;
- d'assurer le respect des lois et règlements régissant la profession ;
- de veiller à la discipline et au perfectionnement professionnel.

Les conseils régionaux de l'Ordre sont principalement chargés, au sein de leur circonscription :
- d'organiser le stage d'exercice professionnel et de veiller au suivi de la formation continue des géomètres-experts ;
- de surveiller l'activité de la profession ;
- d'inscrire les géomètres-experts sur le Tableau de l'Ordre ;
- d'assurer la défense des intérêts matériels de l'Ordre ;
- de saisir le Conseil supérieur en cas de litige grave ;
- et de prononcer des sanctions en cas de manquement.

## Réalisations
Il est à l'origine du réseau Teria, un système de positionnement par satellite en temps réel qui compte une centaine de stations réparties sur le territoire de la France métropolitaine, et intégrées dans le réseau GNSS permanent (RGP) de l'IGN.